# 大烏斑新棘鮋
大烏斑新棘鮋，為輻鰭魚綱鮋形目鮋亞目鮋科的其中一種，分布於中東太平洋法屬波里尼西亞海域，棲息深度107-108公尺，體長可達7.6公分，棲息在底層水域，生活習性不明。

## 扩展阅读
維基物種上的相關：大烏斑新棘鮋